# Рибаченко Володимир
Володимир Рибаченко — поет Апостолівщини, поет-патріот, громадський діяч, пісняр.

## Історія
Яскравий представник справжньої української літератури, поет нашого часу, світло пекторалі, яка ніколи не згасне,  вірний син рідної землі, патріот, громадський діяч, автор ряду поетичних колективних збірок: «Червоний заспів», «Найдужчий спів», «Калинівська література», альманах «Калинове намисто», власна збірка «Вибір» . Багато  віршів  покладено на музику композиторами П. Ковтуненком, Я. Поляхівським, Р. Мархлєвським, Г. Патраком-Кухаренком, В. Папаїкою, П. Аплаканським.
Народився в селі Кам'янка, по вулиці Петровського (сьогодні там проживає сім'я Світонько) Апостолівського району Дніпропетровської області у робітничій родині.  Перший вірш надрукований у піонерській газеті «Зірка», відіслав декілька віршів на республіканський огляд дитячої творчості, на якому визнали переможцем (1954 рік). Далі вірші, написані улюбленим учителям, — Ганні Іванівні Симоненко, Ніні Дмитрівні Федіній « Пам'ять не зів'яне», поезія «Моє село», особлива дружба з Іваном Іовим.
Для становлення особистості доля обирала для поета все нові й нові шляхи: Наддніпрянщина, Казахстан, Запоріжжя, Херсон, Вінниччина. Професій мав багато: учитель, артист ансамблю «Мелодія», майстер виробничого навчання, кореспондент-організатор радіо, різноробочим в закладах культури. Лауреат трьох всесоюзних фестивалів самодіяльних колективів народної творчості, дипломант всеукраїнського огляду народної творчості, відмінник культурно-освітніх закладів профспілок. Друкувався в газетах, журналах, колективних збірках, альманасі «Калинове намисто». Переклав українською збірку поезій Белли Губенко «Молитва в дорогу». Відзначений почесною грамотою Єврейського фонду культури України за внесок у розвиток єврейської культури.
Як у краплині роси відбивається весь світ, так у поезіях Володимира Рибаченка життя з його мудрими заповідями батьків, світлим промінням любові до рідного дому, рідної землі, отчого краю, України.